# 1-Amino-4-fenilazonaftaleno
1-Amino-4-fenilazonaftaleno, 4-fenildiazenilnaftaleno-1-amina, 1-naftalenamina,4-(2-fenildiazenila) ou vermelho de 1-naftila, nomenclatura IUPAC 4-phenyldiazenylnaphthalen-1-amine, é o composto orgânico de fórmula C16H13N3, massa molecular 283,76. É classificado com o número CAS 83833-14-1, CBNumber CB2275149 e MOL File 83833-14-1.mol. É comercializado muitas vezes na forma de seu cloridrato, C16H14ClN3 ou C6H5N=NC10H6NH2•HCl. Apresenta aplicação como corante e indicador de pH. É produzido por reação de copulação da anilina diazotada com a alfa-naftilamina.
Quimicamente, possui um derivado mais solúvel, o ácido 4-amino(fenilazo)naftaleno-1-sulfônico, classificado com o número CAS 71412-01-6, mas que é obtido industrialmente pela copulação da anilina com o ácido 1-naftilamina-4-sulfônico.